# Nick Kaufmann

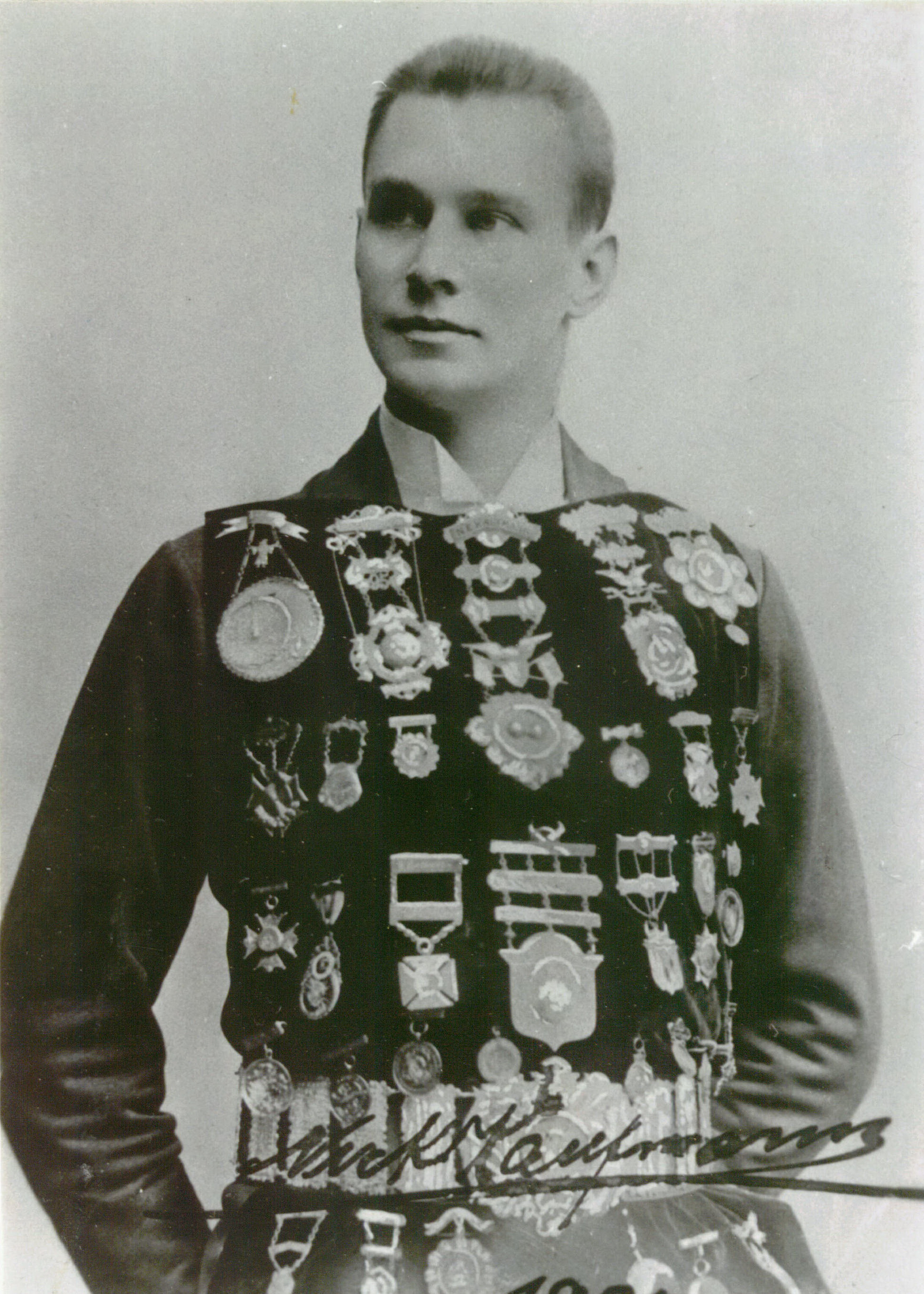
Nick Kaufmann

Nicholas Edward „Nick“ Kaufmann (* 10. November 1861 in Rochester, New York; † 10. Januar 1943 in Berlin-Wilmersdorf) war ein US-amerikanischer Kunstradfahrer.

## Kindheit und Jugend
Nick Kaufmann wurde als viertes von fünf Kindern eines Einwanderers, eines Korbmachers aus Triengen in der Schweiz, geboren. Mit drei Jahren wurde er Halbwaise, da der Vater als Kriegsgefangener des Amerikanischen Bürgerkriegs in einem Lager gestorben war. In jungen Jahren arbeitete Kaufmann als Stallbursche und Kutscher einer reichen Familie. Kaufmann probierte sich zunächst im Schwimmen, dann im Turnen und im Rollschuhlaufen aus. In Berührung mit dem Radsport kam er im Juli 1881, als ihm ein Nachbar seines Arbeitgebers ein Hochrad lieh. Daraufhin kaufte er sich ein gebrauchtes „Ordinary“ und übte von Beginn an akrobatische Tricks auf dem Rad.
Schon ein Jahr später trat Kaufmann erstmals in seiner Heimatstadt öffentlich auf. Ein Mitglied des „Rochester Bicycle Club“, Reuben Punnett, wurde auf ihn aufmerksam, unterstützte und trainierte ihn fortan. Punnett war einer der ersten, die in Rochester ein Fahrrad besaßen, und hatte schon Preise im „Trick Cycling“ sowie im Langsamfahren gewonnen.

## Erfinder von Radball

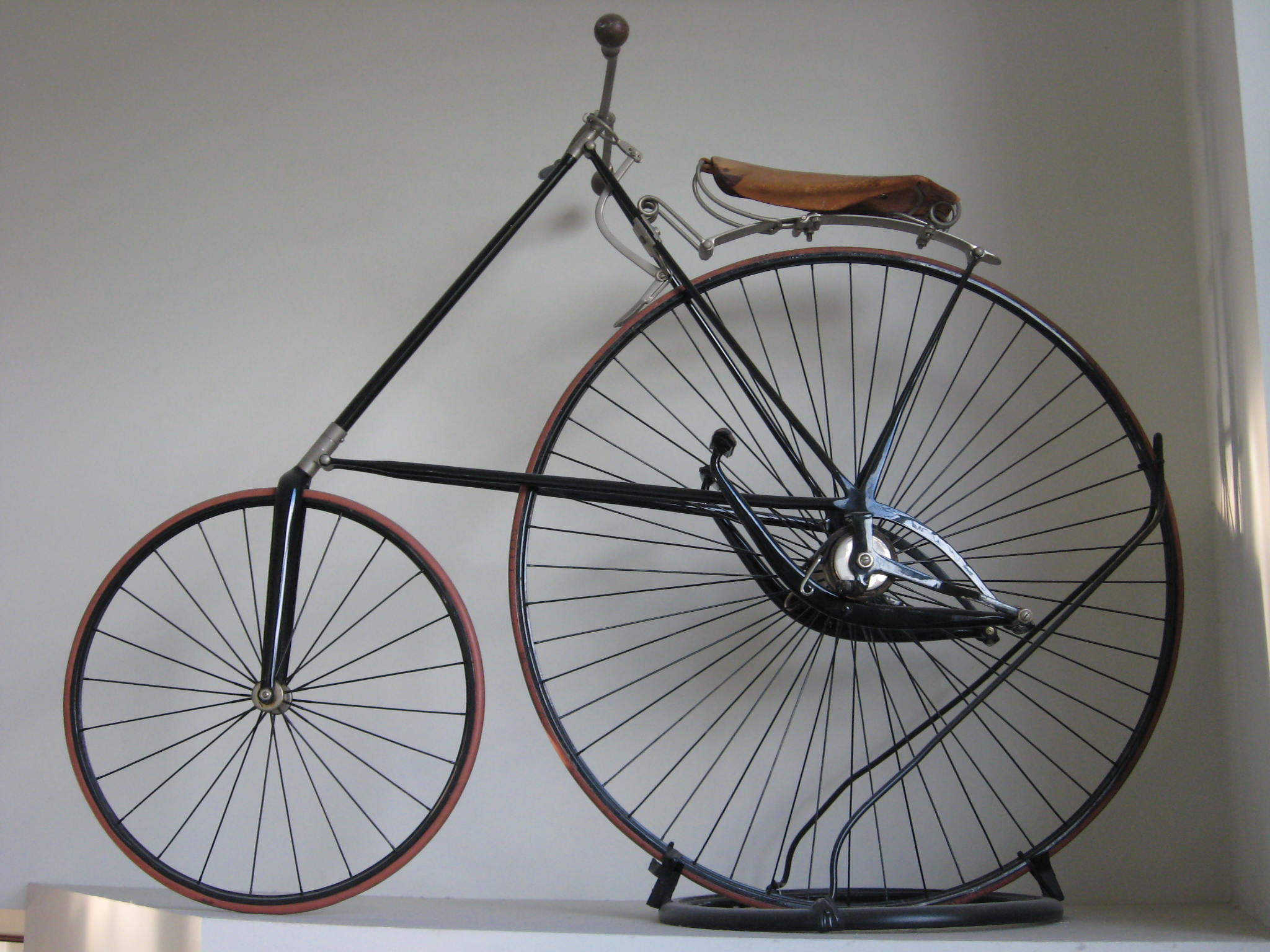
Auf einem solchen Star-Hochrad bestritt Kaufmann das erste Radball-Spiel.

Kaufmann gilt als der Erfinder von Radball. Das erste Radball-Spiel – Nick Kaufmann gegen John Featherley – fand am 14. September 1883 auf Hochrädern in Rochester statt. Den eigenen Angaben von Kaufmann zufolge soll ihm die Idee für Radball gekommen sein, nachdem ihm auf einer Ausfahrt ein Mops vor das Rad gelaufen sei. Er habe den Hund vorsichtig mit dem Vorderrad aus dem Weg geschoben. Daraus sei die Idee entstanden, statt des Hundes einen Ball zu nehmen.

## Erfolge als Kunstradfahrer

Kaufmann auf seinem Eifelrad von Brennabor beim Radfahrer-Bundestag 1896 in Halle

Im September 1885 nahm Kaufmann an einer dreitägigen Radsport-Veranstaltung in Springfield teil, zu der viele Radsportler aus England und dem restlichen Europa angereist waren. Kaufmann war der einzige, der das Einrad-Rennen über eine Meile bestritt. Die Springfield Republican titelte: „On One Wheel Against Time“. Kaufmann erzielte einen Rekord sowie die Aufmerksamkeit der Zeitungen und der Radsport-Szene.
1886 debütierte Nick Kaufmann auf der „Stanley Cycle Show“ (einer Fahrradmesse) in London. Anschließend tourte er zehn Jahre lang durch Europa und die Türkei. So trat er auch 1886 beim Bundestag des Deutschen Radfahrer–Bundes auf und begleitete den feierlichen Korso auf dem Einrad. 1888 fand in London eine Kunstrad-Weltmeisterschaft statt, die Kaufmann gewann, und er erhielt eine Medaille mit der Aufschrift: „Professional Cycle Trick-Riding Championship of the World“. 1893 nahm er an der ersten Rad-WM in Chicago teil, kehrte dafür zum ersten Mal nach 1886 in die USA zurück und verteidigte seinen Titel erfolgreich (wenn auch weiterhin inoffiziell). Bei der Rückkehr in seine Heimatstadt Rochester wurde er begeistert gefeiert. Zudem errang er 1893 die Europameisterschaft sowie die Meisterschaft von Bayern im März 1894.
Kaufmann war äußerst geschäftstüchtig. Er hatte zahlreiche Firmen-Sponsoren und ließ professionelle Ansichtskarten in diversen Posen von sich drucken. Verheiratet war er seit 1891 mit der aus Gotha stammenden Helene Funk, mit der er zwei Kinder hatte. Sein Sohn, der Arzt Dr. Nicholas Kaufmann, wurde später ein bekannter deutscher Regisseur und Produzent von Kulturfilmen.

## Kaufmann als Impresario

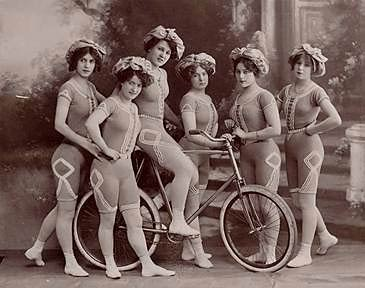
„Kaufmann’s Cycling Beauties“

1895 nahm Kaufmann an einer Tournee mit dem deutschen Kraftmenschen Eugen Sandow durch die USA teil, anschließend tourte er mit dem Ringling Brothers Circus. Während dieser Zeit formierte er die „Kaufmann Family Troupe“ aus Neffen und Nichten; die Truppe wurde später mit weiteren Fahrern auf bis zu zwölf Mitglieder vergrößert. Diese Truppe tourte durch ganz Europa. Kaufmann selbst gab seine aktive Karriere auf, nannte sich „Impresario“ und managte die Truppe, die zwischenzeitlich aus mehreren Gruppen bestand, von Berlin aus. Der Erste Weltkrieg beendete diese Tourneen.
Kaufmann blieb auch während und nach dem Ersten Weltkrieg in Berlin. Er betrieb eine Rollschuh-Bahn und trainierte Rollschuh-Läufer für das Varieté. 1926 beendete er alle diese Aktivitäten und eröffnete einen Briefmarken-Handel. 1943 starb Nick Kaufmann in Berlin.

## Museen
Hochräder von Kaufmann sind im Zweirad- und Technikmuseum in Werder an der Havel zu sehen. Darunter ist ein Star-Bicycle der Firma H. B. Smith Machine Company, (Smithville, New Jersey). Seine Besonderheit ist, dass das kleine Rad als Steuerrad vorne angebracht ist (bei allen anderen Hochrad-Typen ist es umgekehrt). Ein weiteres Star-Bicycle, mit dem das erste Radball-Spiel ausgetragen worden sein soll, hinterließ Kaufmanns Sohn 1943 dem Schweizer Sportmuseum in Basel, wo es ausgestellt ist.